# Henrique II da Baviera
Henrique II (951-995), chamado o Briguento ", em alemão Heinrich der Zänker, era filho de Henrique I e de Judite da Baviera.
Ele sucedeu ao seu pai quando tinha quatro anos de idade, sob a tutela da sua mãe, Judite. Henrique casou-se com Gisela da Borgonha, uma sobrinha da imperatriz Adelaide da Itália. Em 974, resolveu derrubar o Imperador Otão II. No entanto, a tentativa falhou e ele foi levado em cativeiro para Ingelheim. Henrique acabou por escapar e instigou uma revolta na Baviera, mas foi derrotado em 976 e despojado do seu ducado. Dois anos depois, após a Guerra dos Três Henriques, Henrique foi colocado sob a custódia do Bispo de Utrecht. Como consequência da sua revolta na Baviera, perdeu o seu território do Sudeste, incluindo a Áustria.
Após a morte de Otão da Baviera, que entretanto lhe sucedera no trono ducal, ele foi libertado da prisão e tentou mais uma vez usurpar o trono alemão, raptando o infante Otão III. Embora ele tenha falhado na sua tentativa para ganhar o controlo da Alemanha, ele recuperou a Baviera.
A sua filha Gisela da Baviera casou-se com Santo Estêvão I da Hungria, enquanto que o seu filho se tornou o Imperador Santo Henrique II.